# لويس ساوتيير
لويس ساوتيير (1902 – القرن الـ20) هو ملاكم سويسري راحل، مثّل بلاده في الألعاب الأولمبية الصيفية 1924.

## روابط خارجية
لويس ساوتيير على موقع أوليمبيديا (الإنجليزية)